# Franz Zorn

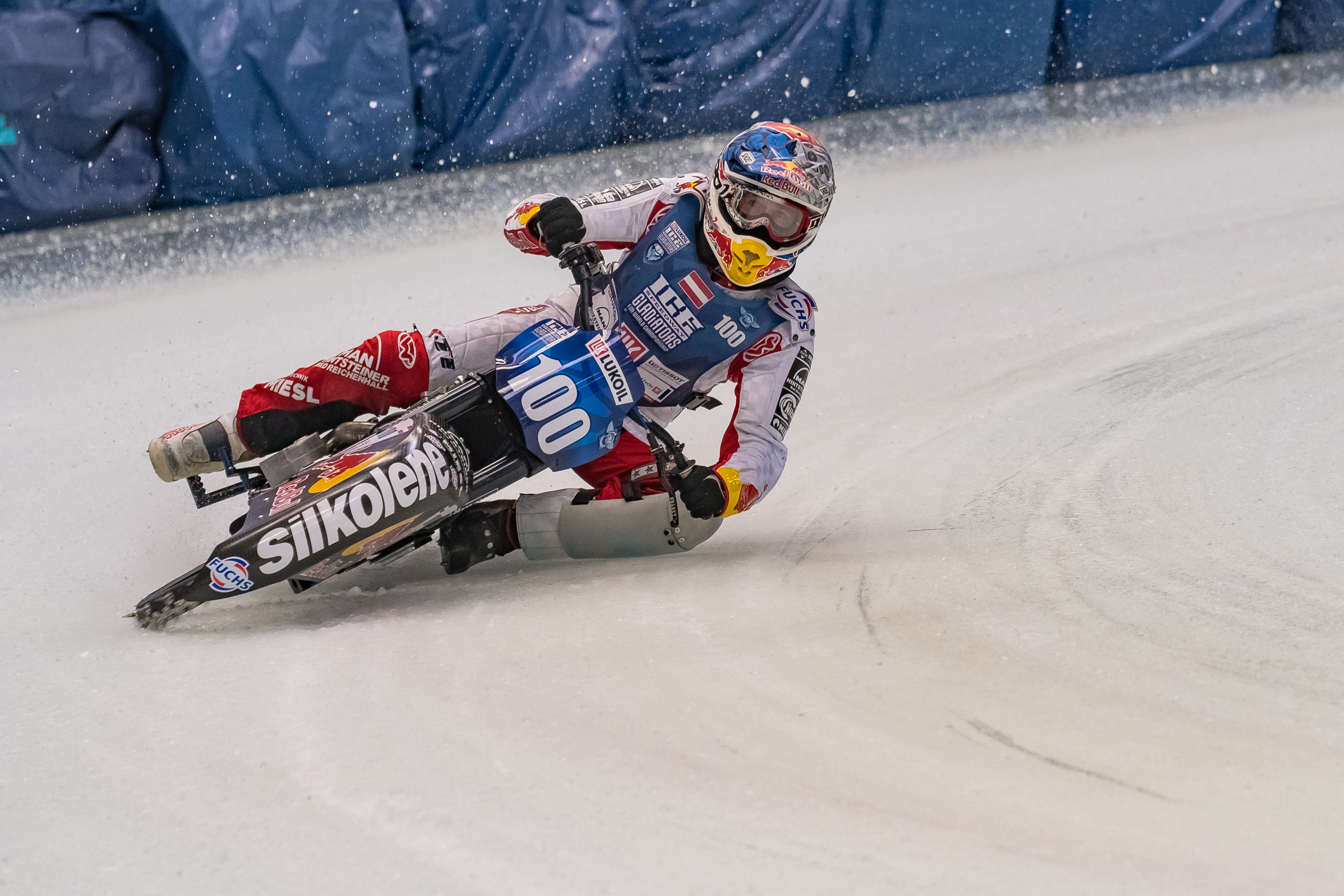
Franz Zorn 2018 bei der Ice Speedway World Championship in Inzell

Franz Zorn (* 30. August 1970 in Saalfelden) ist ein österreichischer Eisspeedwayfahrer.

## Karriere
Er startete seine Karriere 1993 im heimischen Saalfelden, jener Stadt, die als die Eisspeedway-Hochburg Österreichs gilt, da doch so renommierte Fahrer wie Kurt Wartbichler, Walter Wartbichler und der Onkel von Franz Zorn, Anton Hörl, dort ihre Laufbahnen starteten und in Österreichs Motorsport ein Begriff sind.
1998 stand Zorn erstmals mit einer Wildcard im Grand Prix von Assen, ehe er sich 1999 für die GP-Serie erstmals qualifizieren konnte. Seit 1998 ist Zorn auch Mitglied im österreichischen Eisspeedway-Nationalteam. Seine größten Einzelerfolge sind der Gewinn der Europameisterschaft 2008, die Vizeweltmeisterschaft 2000, sowie die Bronzemedaillen 2008 und 2009 in der Einzel-WM. Auch in der schwedischen Eisspeedway-Profiliga startete Zorn für das Team von Donkelo.

## Erfolge

### Einzel
- Europameister: 2008, 2023
- Vizeweltmeister: 2000
- WM-Dritter: 2008, 2009

### Team
- Vizeweltmeister: 2001, 2008, 2009
- WM-Dritter: 1999, 2004, 2010
- Schwedische Eisspeedway-Liga: Donkelo

## Persönliches
Der Hauptsponsor von Franz Zorn ist der österreichische Hersteller des Energy-Drinks Red Bull. Franz Zorn wurde auch schon zum Motorsportler des Jahres in Österreich gewählt.